# Magic Tour
Magic Tourは、イギリスのロックバンド、クイーンが1986年に行ったコンサート・ツアー。
ボーカルのフレディ・マーキュリーとベースのジョン・ディーコンが参加した最後のツアーで、ヨーロッパで26公演が行われた。最終日のスティーブニッジ公演は、クイーンのオリジナルメンバーの4人による最後のライブとなった。このツアーからは後に、『ライヴ・マジック』、『クイーン・ライヴ!!ウェンブリー1986』、『ハンガリアン・ラプソディ～クイーン・ライヴ・イン・ブダペスト1986』がライヴ・アルバムや映像作品としてリリースされた。

## セットリスト
これは1986年8月9日にイングランドのスティーブニッジで行われたライブのセットリストであり、ツアー期間中の全てのセットリストを表すものではない。
1. ONE VISION -ひとつだけの世界-
2. タイ・ユア・マザー・ダウン
3. 神々の業 (リヴィジテッド)
4. 輝ける7つの海
5. テア・イット・アップ
6. カインド・オブ・マジック
7. アンダー・プレッシャー
8. 地獄へ道づれ
9. リヴ・フォーエヴァー
10. ブレイク・フリー (自由への旅立ち)
11. インプロンプトゥ
12. ギター・ソロ
13. ナウ・アイム・ヒア
14. ラヴ・オブ・マイ・ライフ
15. 悲しい世界
16. ベイビー・アイ・ドント・ケア
17. ハロー・メリー・ルー
18. トゥッティ・フルッティ
19. ボヘミアン・ラプソディ
20. ハマー・トゥ・フォール
21. 愛という名の欲望
アンコール
22. RADIO GA GA
アンコール
23. ウィ・ウィル・ロック・ユー
24. 心の絆
25. 伝説のチャンピオン
26. ゴッド・セイヴ・ザ・クイーン

### 上記以外に演奏された曲
- 愛しておくれ[3][信頼性要検証]
- ビッグ・スペンダー[3][信頼性要検証]
- 移民の歌[4][信頼性要検証]
- 炎のロックンロール[5][信頼性要検証]
- 春の風[6][信頼性要検証]

## ツアー日程
| 日付          | 都市             | 国           | 会場                                   |
| ------------- | ---------------- | ------------ | -------------------------------------- |
| 1986年6月7日  | ストックホルム   | スウェーデン | ロースンダ・スタディオン               |
| 1986年6月11日 | ライデン         | オランダ     | フレンノールトハーレン                 |
| 1986年6月12日 | ライデン         | オランダ     | フレンノールトハーレン                 |
| 1986年6月14日 | パリ             | フランス     | ヴァンセンヌ競馬場                     |
| 1986年6月17日 | ブリュッセル     | ベルギー     | フォレスト・ナショナル                 |
| 1986年6月19日 | ライデン         | オランダ     | フレンノールトハーレン                 |
| 1986年6月21日 | マンハイム       | 西ドイツ     | マイマルクトゲレンデ                   |
| 1986年6月26日 | 西ベルリン       | 西ベルリン   | ヴァルトビューネ                       |
| 1986年6月28日 | ミュンヘン       | 西ドイツ     | オリンピアハレ                         |
| 1986年6月29日 | ミュンヘン       | 西ドイツ     | オリンピアハレ                         |
| 1986年7月1日  | チューリッヒ     | スイス       | ハレンシュタディオン                   |
| 1986年7月2日  | チューリッヒ     | スイス       | ハレンシュタディオン                   |
| 1986年7月5日  | スレーン         | アイルランド | スレーン城                             |
| 1986年7月9日  | ニューカッスル   | イングランド | セント・ジェームズ・パーク             |
| 1986年7月11日 | ロンドン         | イングランド | ウェンブリー・スタジアム               |
| 1986年7月12日 | ロンドン         | イングランド | ウェンブリー・スタジアム               |
| 1986年7月16日 | マンチェスター   | イングランド | メイン・ロード                         |
| 1986年7月19日 | ケルン           | 西ドイツ     | ミュンゲルスドルファー・シュタディオン |
| 1986年7月21日 | ウィーン         | オーストリア | ウィーン・シュタットハレ               |
| 1986年7月22日 | ウィーン         | オーストリア | ウィーン・シュタットハレ               |
| 1986年7月27日 | ブダペスト       | ハンガリー   | ネープシュタディオン                   |
| 1986年7月30日 | フレジュス       | フランス     | アレーヌ・ド・フレジュス               |
| 1986年8月1日  | バルセロナ       | スペイン     | ミニ・エスタディ                       |
| 1986年8月3日  | マドリード       | スペイン     | ヌエボ・エスタディオ・デ・バジェカス   |
| 1986年8月5日  | マルベーリャ     | スペイン     | エスタディオ・デ・マルベーリャ         |
| 1986年8月9日  | スティーブニッジ | イングランド | ネブワース・パーク                     |

## 担当
- フレディ・マーキュリー - リード・ボーカル、ピアノ、リズムギター
- ブライアン・メイ - エレクトリック・ギター、アコースティック・ギター、コーラス
- ロジャー・テイラー - ドラムス、タンバリン、コーラス
- ジョン・ディーコン - ベース・ギター、コーラス

サポートメンバー
- スパイク・エドニー - キーボード、コーラス、リズムギター